# 파키스탄 증권거래소

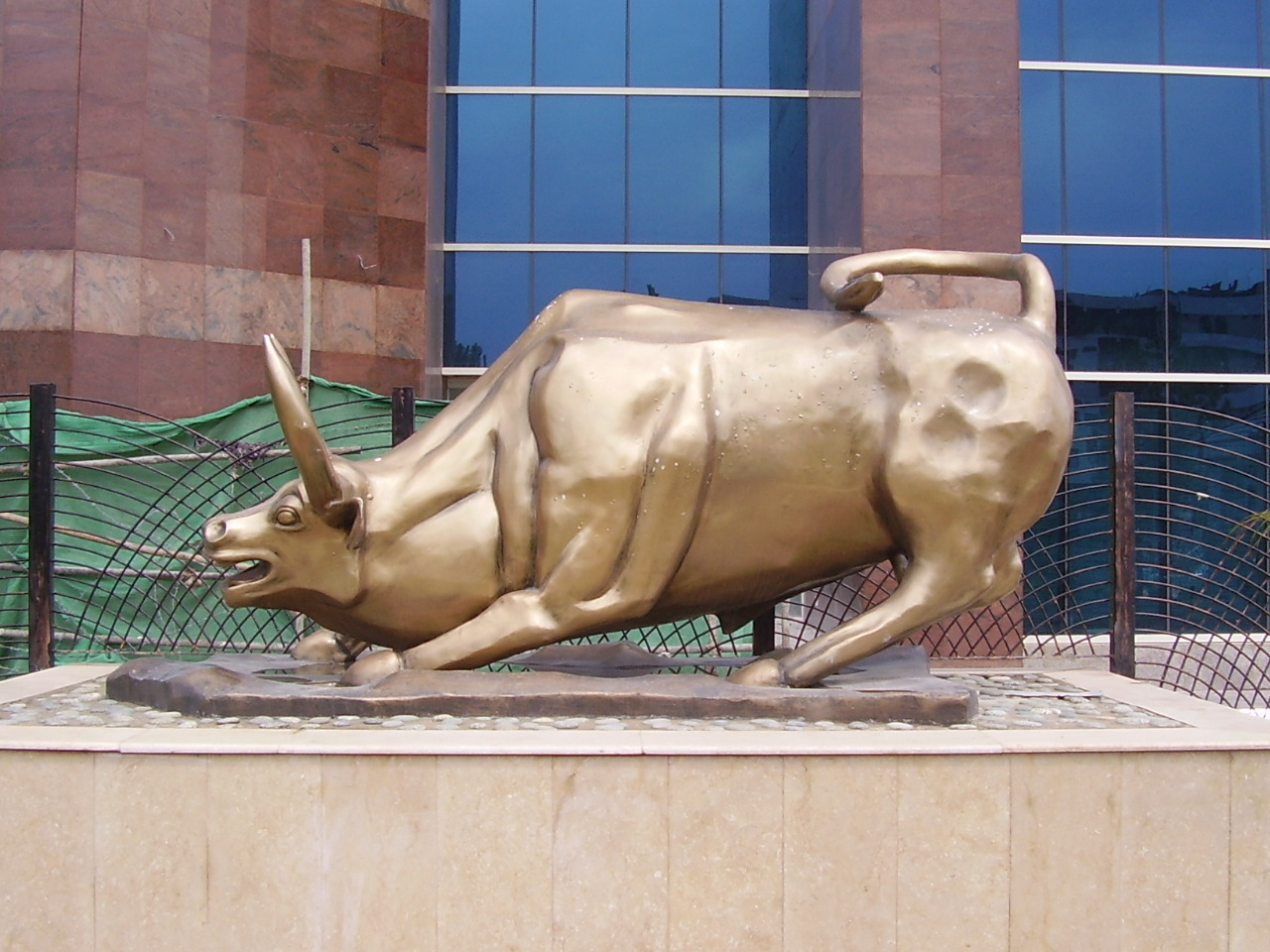

파키스탄 증권거래소(우르두어: ازارِ حِصَص پاکستان)는 파키스탄의 증권거래소로 카라치, 이슬라마바드, 라호르에 거래 사무소가 있다. 2020년 7월 26일 기준 상장사는 540개사이며, 총 시장의 시가총액은 7조 703억 1천만 파키스탄 루피였다.